# Brunnbach (Hagertal)
Der Brunnbach ist ein Gewässer im Landschaftsschutzgebiet Hefferthorn-Fellhorn-Sonnenberg in Tirol (Österreich).

## Quelle und Verlauf
Er entspringt auf einer Höhe von 1610 m unterhalb des Fellhorns in den Chiemgauer Alpen und gelangt über mehrere Wasserfälle im Kreuzangergraben ins Tal. Dabei wird der Bach durch Zuflüsse von der Eggenalm über die Hasenauer Alm zusätzlich gespeist. In einem letzten Wasserfall oberhalb der Bäckalm (jetzt Einfangalm) stürzt das Wasser nochmals in die Tiefe und sammelt sich in einem lagunenartigen Becken. 
Von dort windet sich der Wildbach Richtung Norden. Weitere Zuflüsse erhält er aus den Gräben der Einfangalm, der Hackalm, der Martenalm und der Weissensteinalm. Im Hagertal zwischen Kössen und Kirchdorf in Tirol mündet er nach zwei Kilometern als rechter Zufluss in die Großache.

## Eigenarten
Die Besonderheit dieses Gewässers liegt in der Ursprünglichkeit des gewundenen Verlaufs und des natürlichen Uferbewuchses. Der naturbelassene Bach hat eine Breite zwischen 2 und 6 Metern. Bei erhöhtem Niederschlag schwillt das Gewässer rasch an und tritt seicht über die Ufer, fließt durch die Windungen aber mit geringer Geschwindigkeit. Dadurch bildet sich hier das typische fruchtbare Auenland. In sehr strengen Wintern (2018) friert der Wasserfall an der Einfangalm (Bäckalm) fast vollständig ein, und es ist kein Oberflächenwasser zu sehen. 

## Name
In den historischen Landkarten bis 1860 noch als „Brunnen Bach“ verzeichnet, ist inzwischen „Brunnbach“ sowohl im Sprachgebrauch als auch in den Verzeichnissen der Tiroler Raumordnung üblich.

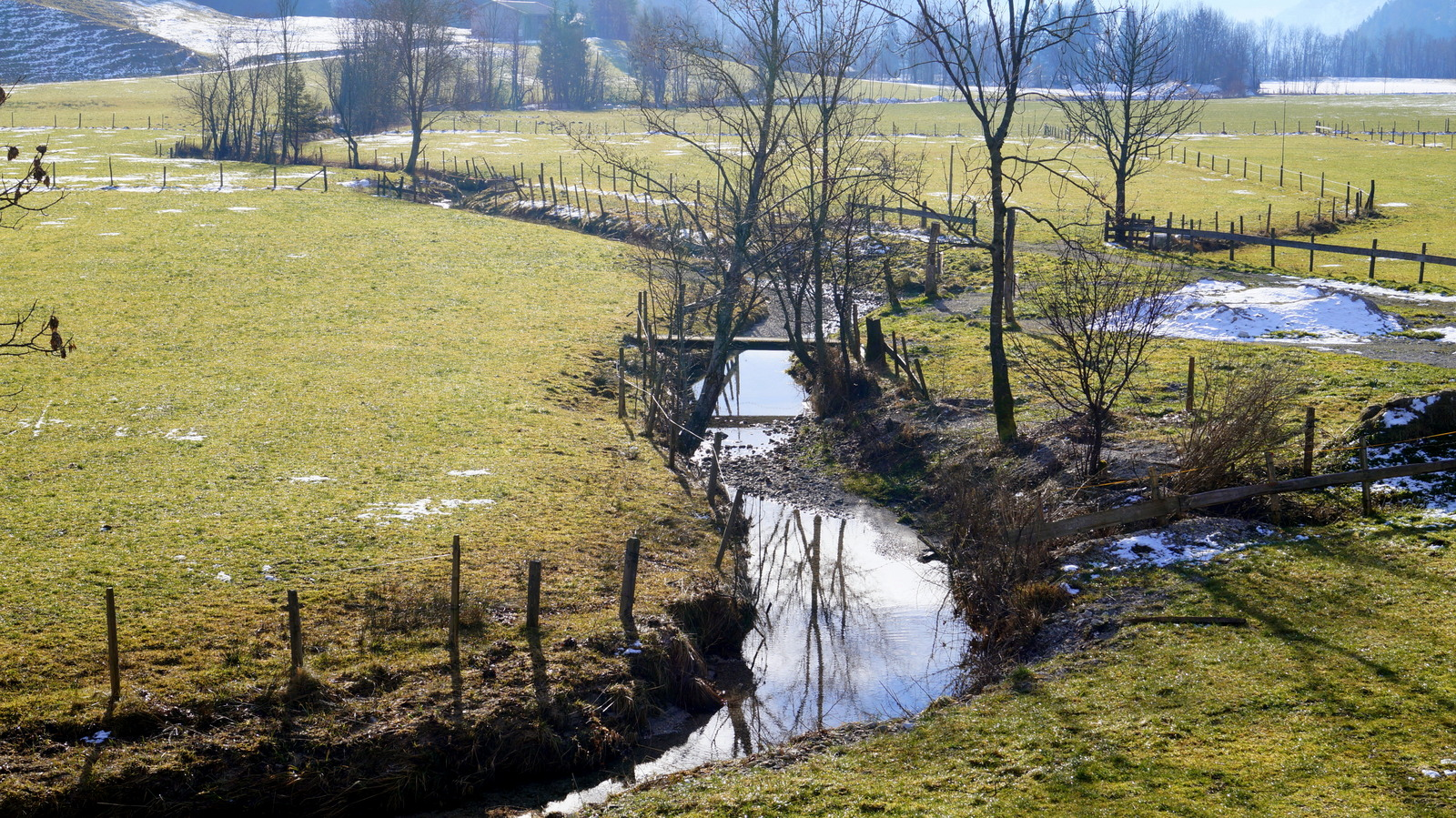
Brunnbach im Auenland
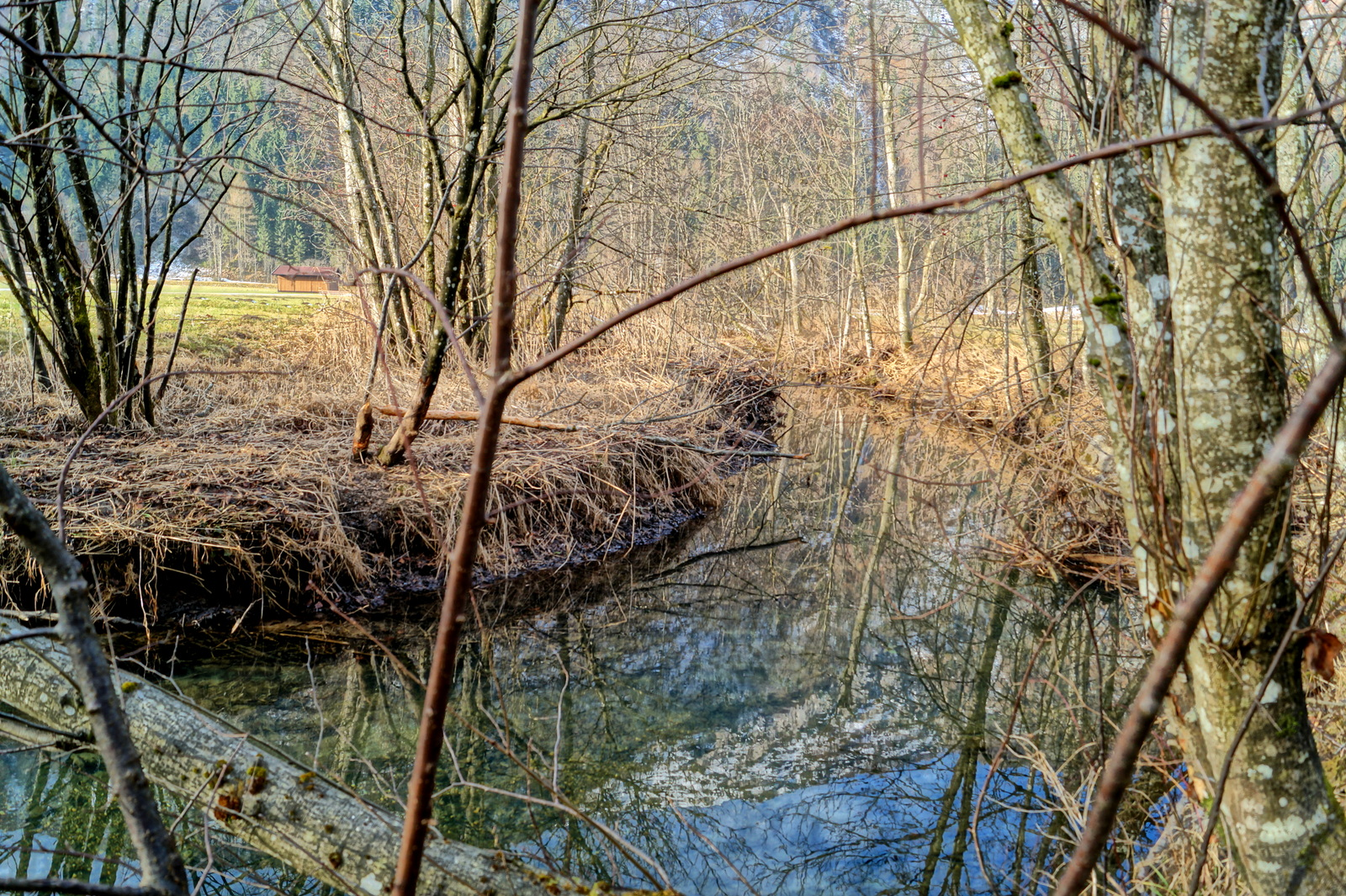
Brunnbach im Hagertal
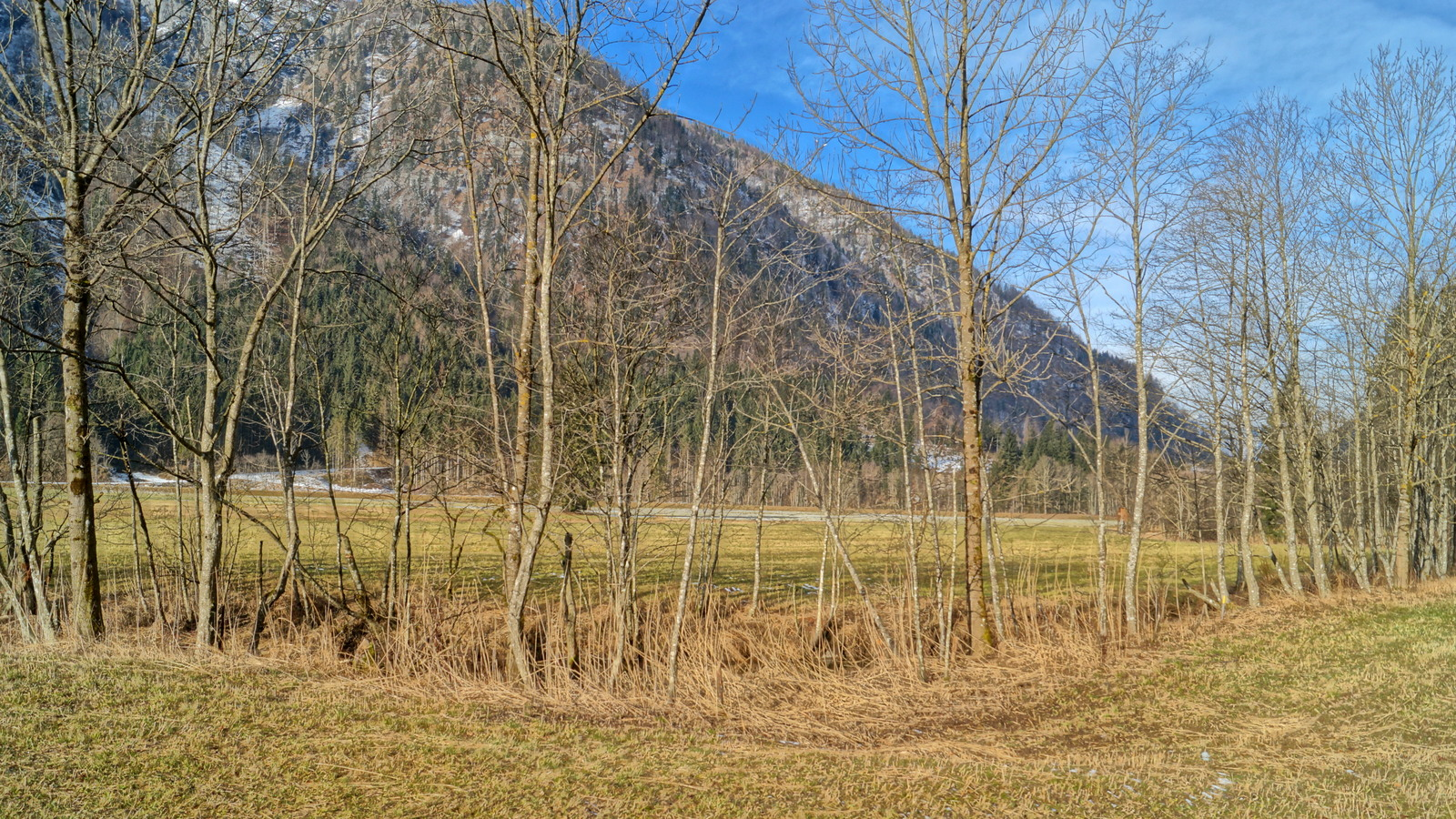
Auwiesen am Brunnbach